# Carl von Schönfeldt
Carl von Schönfeldt, född 10 december 1746, död 1 september 1784, var en svensk riddarhussekreterare.
von Schönfeldt blev hovjunkare och kanslist vid Utrikesexpeditionen 1766 och amanuens i Riddarhuset 1766. Han blev 1:e riddarhuskanslist 1779 och riddarhussekreterare 1782. Han var violinist och medlem av Utile Dulci. Han invaldes som ledamot nr 47 av Kungliga Musikaliska Akademien den 16 juni 1772.